# Summerラディッシュバケーション!!シリーズ
『Summerラディッシュバケーション!!シリーズ』は、オーバーフローより発売された18禁恋愛アドベンチャーゲームのシリーズである。

## 概要
元はオーバーフローの2002年エイプリルフール企画であったが、2003年4月1日にイベント当日限定でシリーズ第1作『Summerラディッシュバケーション!!』（以降、『サマラデ』）が発売された後、2004年8月13日に新たな登場人物や機能を追加したアップデート版『Summerラディッシュバケーション!!1.1』（以降、『サマラデ1.1』）が、続編の『Summerラディッシュバケーション!!2』（以降、『サマラデ2』）と同時発売されている。
作品の時系列は、『サマラデ』/『サマラデ1.1』が『Snowラディッシュバケーション!!』（以降、『スノラデ』）の約15年後。続編の『サマラデ2』は、『サマラデ』/『サマラデ1.1』の数年後かつ『ら〜じ・PonPon』や『PureMail -ピュアメール-』と同時期に当たる。
『Piaキャロットへようこそ!!』のパロディ要素を含んでいた『スノラデ』と同様に、本シリーズも『Piaキャロットへようこそ!!2』のパロディ要素を含んでいる。
シナリオはメイザーズぬまきち、キャラクターデザイン・原画は華柳影久（『サマラデ』/『サマラデ1.1』）・久坂宗次（『サマラデ2』）・ごとうじゅんじ（『サマラデ2』）が担当。

## あらすじ
Summerラディッシュバケーション!!/Summerラディッシュバケーション!!1.1
主人公・間瞬（はざま しゅん）はごく普通の学生であったが、母親の間初花（はざま はつか）が愛人の沢越止（さわごえ とまる）を頻繁に家に連れ込むようになったため、自身が家に居づらくなってしまう。瞬は夏休みの間、母の親友である伊能神楽（いのう かぐら）が店長をしている海辺のファミレス「サマーラディッシュ」（1号店）での住み込みアルバイトに就くことを決心する。そこへ向かう道中で、神楽の妹である伊能踊子（いのう ようこ）や神楽の娘である伊能舞（いのう まい）と出会いながら、ようやく辿り着いた瞬はサマーラディッシュでのアルバイト生活を始めるが、そこに突然現れた止に神楽は驚愕する。
これをきっかけに、瞬は神楽と止の間だけでなく、自身も関わっていた因縁について知っていくことになる。
Summerラディッシュバケーション!!2
前作より数年後。主人公・鷹司りでる（たかつかさ - ）は、幼馴染の青年である間空（はざま くう）と、実の兄妹のように過ごしてきた。
そんなある日、空と大喧嘩をしてしまったりでるは、仲直りできないまま夏休みを迎える。一方、念願の単車を購入して乗り回していた空は、兄の瞬に頼まれて遠くの町のファミレス「サマーラディッシュ4号店」でのアルバイト生活を始めることになる。
その後、アルバイト中の空に好きな人ができたようだと教えられたりでるは、こっそりサマーラディッシュ4号店へ彼の様子を見く。そこで兄が常連客の女性に鼻の下を伸ばしている姿に嫉妬心を抱いたりでるは、その場を通りかかったオーナー兼店長代理の止に、自身もアルバイトとしての採用を頼み込む。こうしてアルバイトとして採用されたりでるは、やがてこの店における様々な真実を知る。

## 登場舞台
どちらも『スノラデ』にて登場した沢越止が、オーナーを務める。
サマーラディッシュ（サマーラディッシュ1号店）
『Summerラディッシュバケーション!!』に登場。伊能神楽の叔母・伊能浅葱が主導し、海の家をファミレスへ改装した店舗である。後に店長となった神楽がスノーラディッシュへ落ち着いてからは間瞬や西園寺踊子が店長を継いでおり、踊子のパリ支店出張中は瞬が臨時店長を務めていた。また、人気の高さから後年にはチェーン展開される。
女子店員の制服は踊子のデザインによるビキニ状で、露出度の高いものである。
サマーラディッシュ4号店
『Summerラディッシュバケーション!!2』に登場。店長は止の愛人である伊能理央だが、彼に妊娠させられたため、出産休暇中は止が代理を勤めていた。止がアルバイト店員に片っ端から手を付けて妊娠させてしまうため、常に人手不足気味。
作中では、りでるやその兄貴分・間空がアルバイトをしていた他、スノーラディッシュからはりんがヘルプに来ていた。制服の露出度は1号店より控えめで、妊婦のためのメニューが充実している。
後年には近隣の競合店との競争に負け、閉店した。

## Summerラディッシュバケーション!!シリーズの登場人物

### 『Summerラディッシュバケーション!!』
間 瞬（はざま しゅん）
声 - なし（サマラデ1）
『サマラデ』/『サマラデ1.1』の主人公。沢越止と間初花の長男。榊野清陵学園に通う1年生。母の愛人である止の存在が原因で家に居辛くなり、母の親友で自身の異母姉でもある神楽の元で住み込みのアルバイトを始めるが、そこにも現れて神楽や踊子達の身体を狙う止を妨害するべく、行動することになる。
『サマラデ2』では、りでるとの血縁関係を知って悩んでいた空を後押しした。
女癖は異母兄の歩同様に悪いものの、歩のように女性を軽視せず、罪悪感の欠片もない止のような非道な仕打ちは行わず、自らの過ちにも後悔を少なからず感じている。ほか、止や実弟の空、異母弟の圭のように幼女には性的興味を示さない。
しかし、止から渡されたビデオに映るおそらくスノーラディッシュにて、もてはらしょー（模手原商科大学）時代の妊婦姿で客を取る母 初花の映像に興奮する等、マザコンの気があり近親者に惹かれる性的趣向持つ。実父 止を嫌悪しながら、数は父に及ばないものの皮肉にも同様に多くの女性と関係を結び、娘を産ませる。その中でも異母姉の神楽を最愛の女性とする。
踊子が就任するまでは、スノーラディッシュを経営する神楽に代わってラディッシュ店長を務めていた。
伊能 神楽（いのう かぐら）
声 - 紫苑みやび
サマーラディッシュ（1号店）の店長を務める女性。踊子の姉であり、舞の母。
『スノラデ』の伊能神楽も参照。作中では妊娠中で、臨月を迎えつつある。止の金策によって彼以外の男性とも肉体関係を持たされたり、発狂状態に陥った実弟の歩が他の女性に手を出さない様にした結果、年に1度は妊娠と出産を繰り返し、既に15人もの子供がいる。また、止が国外逃亡中に現地の女性との間に作った日系のハーフである3人の子供の面倒も見ている。
母の萌葱共々、踊子が実兄の歩に恋愛感情を抱き、未だ諦めていないことを心配している。
実父でもある止とは数年前に死んだ長女・始の一件から疎遠となっていたが、またしても自分の前に彼が現れたことで、女性としての想いに翻弄される。最終的には親友の初花の息子である瞬と恋に落ち、彼によって救われた。理奈と理央の親権を止にとられるも、彼への想いと関係に終止符を打ち、瞬との間に3人の子をもうけた。
寝取られルートでは、止によって再び客を取らされてしまうことになる。
伊能 踊子（いのう ようこ）
声 - 松永雪希
神楽の妹。舞の同い年の叔母であり異母妹。髪は分け目があるぱっつん前髪のロングヘア。
サマーラディッシュへ向かう途中の瞬と電車で出会い、空腹の彼に手持ちの菓子を与えて親しくなる。優等生気質で落ち着いた性格。舞と容姿は似ているが、対照的に学業成績優秀で勉強に対する集中力が高く、名門校である県立大原に通っている。
以前は兄である歩に想いを寄せていたが、彼が姉の神楽と肉体関係を持っていたことを知り、さらに歩が大学進学後、るり香と付き合い始めたため失恋に終わっている。
姉の神楽と同様に母親は『スノラデ』のヒロインである伊能萌葱で、実父は止。寝取られルートでは、止に実兄への想いに付け込まれて性奴隷化させられてしまう。
伊能 舞（いのう まい）
声 - 長崎みなみ
神楽の次女で、止と神楽の子。踊子の同い年の姪であり異母姉。髪は黄色のリボンを結んだポニーテール。
踊子と容姿がよく似ており、双子の姉妹であるように仲が良い。活発で元気な性格。
自身を踊子と間違えて初対面で馴れ馴れしく話し掛けてきた瞬のことを最初は嫌っていたが、次第に気になる存在となっていく。実は瞬とは幼馴染であるが、お互いに覚えていなかった。
踊子とは対照的に勉強が苦手で「綿女」（わたじょ）と呼ばれる女子校に通っている。
父は止。寝取られルートでは、止に性奴隷化させられてしまう。
二条 若葉（にじょう わかば）
声 - 西田こむぎ
サマーラディッシュの近くに住んでいる少女。はらみちゅー（原巳忠商事）に通っており瞬、舞、踊子達より少し年下。サマーラディッシュの制服に憧れており、そこでのアルバイトに興味を持っている。おかっぱ髪に紺のヘアバンドを付け、白いハイネックに大きな襟とリボンが付いた淡いピンクのブラウスに濃いピンクのスカートを着ている。
制服目当てにサマーラディッシュの更衣室に忍び込んで制服を試着していた現場を瞬に抑えられ、彼に脅されて肉体関係に至る。
普段こそ内気な性格であるが、いざとなると大胆な行動に出ることもあり、それは瞬相手にも発揮することになる。
父は止で母は神楽の同級生でもあり、母は、もてはらしょー（模手原商科大学）時代から止と愛人関係になっていた。
若葉の説明によると、若葉の母がもてはらしょー5年生の時に同じクラスの神楽にスノーラディッシュで開催される特別なパーティーに招かれた際、止と肉体関係になって若葉を身籠り、妊娠後は他の同級生と同様に客を取っていた。その後、若葉の母は後に茂手原から原巳浜に越し、鷹司ありすの影響で看護婦となっている。
寝取られルートでは、止によって母と共に性奴隷化させられる。
伊能 理奈（いのう りな）
声 - 佐々留美子
神楽の娘で第10子に当たる。『サマラデ1』時点で7歳。ツインテール結んだ髪に青いストライプ柄のリボンを結んでいる。父は止。明るい元気な性格。理央とは双子のようにそっくりで、仲も良いが、実は異母姉妹であると同時に理央の叔母にあたる。ルートによっては最後に止に騙され、理央共々連れ去られてしまう。
伊能 理央（いのう りお）
声 - 宇佐野陽菜
神楽が公には理奈の双子の妹として育てている少女。神楽の実子ではなく、既に他界した娘の始と止の間に生まれた神楽の孫。小学2年生の7歳。ツインテール結んだ髪にピンクのストライプ柄のリボンを結んでいる。理奈の異母姉妹であると同時に姪にもあたる。
理奈に比べると内気な性格。この当時は、瞬に片想いしていた。そのため、神楽を攻略すると、瞬が不在の際、ムキになった神楽に自分の方が理央より瞬が好きだと言って張り合い、母娘喧嘩になったことが理奈によって語られる。
ルートによっては最後に止に騙され、理奈共々連れ去られてしまう。
叔母で異母姉にあたるりんによれば、神楽の元から養子に出たことになっている。止の愛人の立場に甘んじていることから、止を嫌悪しているりんから良く思われていない。止にすっかり篭絡されており、孫の理香が止と肉体関係になるのを最初は咎めたが、結局止の言いなりになり許可してしまう。
沢越 止（さわごえ とまる）
医師を本業としながら、ファミレスチェーン「ラディッシュ」のオーナーを兼業する実業家。『サマラデ1』ではジーンズ地のホットパンツ姿に髭を貯えたマッチョ。
『スノラデ』以前に葵学園在学中に異母姉である伊能萌葱と恋に落ちる。しかし、後に2人の血縁を知る周囲から萌葱との仲を裂かれ、当然親からは縁を切られて、喧嘩同然に家を飛び出し荒む。
萌葱と再会した際に伊能歩を作り、再び萌葱の前から出奔する。
後に『スノラデ』で大学生となって模手原市に戻り、出奔中に産まれた実の娘、神楽とアルバイト先の塾講師と教え子として出会う。一部の塾の教え子達と肉体関係を持ち、それが他の人間に知られ始めたため、明るみになる前に大学院進学を口実として塾講師を辞め、今度は神楽達の前から出奔した。
引越する直前、最後に偶然路上で会って車に乗せた神楽と関係を持つ。
異母妹の伊能浅葱と実の叔母である沢越巴とは大学の先輩・後輩として出会い、2人の運転手としてスノーラディッシュを訪れ、神楽・萌葱と再会する。ちなみに逆玉の輿に乗ることを目的に巴とこの旅行で肉体関係を持ち、交際し結婚することを目論んみ『PonPon』では結婚している。
本作では神楽や彼女の娘達の身体を狙ってサマーラディッシュを訪れ、彼女達への非道な行いを繰り返す。
沢越 智正（さわごえ ともまさ）
学生時代に異母兄弟の間瞬と出会い、親友になっている。
間 初花（はざま はつか）
台詞のみ登場。止と肉体関係を持ち、瞬や空、時を産んでいる。止に篭絡され、『スノラデ』の後は妊娠中に伊能母娘やありす達と同様に客を取らされていた。止がスノーラディッシュの金を持ち逃げした後は模手原から原巳浜にありす共々引っ越している。ラディッシュに勤務している。
もてはらちゅー（模手原忠商事）時代に神楽が新人研修担当社員に拉致・監禁された際には、その救出に一役買っている。

### 『Summerラディッシュバケーション!!1.1』
江幡 夏日（えばた なつひ）
大波良大の薬学部に所属する6年生の女性。日中に海岸を探して道に迷っていたところで瞬と出会う。 夜、血まみれになって倒れているところを瞬に助けられた後、彼の泊まり込んでいる部屋に居付いてしまう。常に何かに脅えており、何も話すことができない。
芸能人の娘。母が騙され続けた結果、膨れ上がった借金を精算するための性奴隷として止に売られそうになったところを、たまたま通りかかった瞬に助けられている。
寝取られルートでは、止によって妊娠奴隷にさせられた姿を録画した動画が瞬へ送られてくる。

### 『Summerラディッシュバケーション!!2』
鷹司 りでる（たかつかさ りでる）
声 - 大野まりな
『サマラデ2』の主人公。『スノラデ』のヒロインの1人鷹司ありすの娘。作中で姉が2人いることを発言しており、ありすの三女にあたる。
空とは幼馴染であるが、距離が非常に近いために異性としては見ていなかった。単純で騙されやすい性格だが、勘は鋭い。
やや胸が小さいことを気にしており、かなり年下である理香からも指摘されて傷つき、止が開発した理香に飲ませている怪しい薬の効能に「胸が大きくなる作用がある」と聴くと話に飛びつく。
夏休み前に空と喧嘩してしまった後、サマーラディッシュ4号店で鼻の下を伸ばしている彼の姿を見て嫉妬する。たまたま通りかかったオーナー兼店長代理の止に頼み込み、アルバイトとして店へ乗り込む。
父は止だが、りでるの母ありすとはこの時点でかなり疎遠になっている。また、空とは異母兄妹だが、本人たちは知らない上、りでるが若い頃のありすの容姿を知らないため、自分の母と止の関係を信じなかった。
その後、空と結婚するが、夫婦そろって家の外では浮気をしている。異母姉の神楽、若い頃の母 ありすと同じく止に篭絡され、止の子供を出産後、客を取らされるようになる。それ以前にも2人の子を儲けているが、これが止の子供かは不明である。
間 空（はざま くう）
声 - なし
りでるの幼馴染、止と初花の次男。間瞬と間時の弟で末っ子にあたる。りでるとの喧嘩後、念願の単車を購入して乗りまわしていた時に瞬に頼まれ、サマーラディッシュ4号店でアルバイトを始める。
止から「りでると自分は止の子で、異母兄妹である」と聴かされ、距離を取ろうと図る一方、止はりでると同様に自分の娘で空の異母姉にあたるりんのことは「自分の子ではない」と嘘を教え、付き合うように薦めて居る。一応りでるのことは妹のように大切に思っており、りでるが止に篭絡されて客を取っている姿を見せられればショックを受けて止を怒鳴り、後にりでるが止に囲われて行方不明になるルートでは懸命に彼女を探す。
女癖の悪さは兄の瞬よりも遥かに酷く、同年代や年上はおろか、まだ就学も迎えていない程の幼い理香にまでと、見境なく手を出している。止の陰惨な行いに関しても、否定するどころかむしろ肯定的に考えている節がある。自分の性癖が異常なことは少なからず自覚があるようで、それについて指摘されると兄の瞬に責任を押し付けており、神楽の妊婦姿のDVDについてりでるに暴露された際にも、瞬のせいにしている。
後に幼馴染で異母妹のりでると結婚するが、互いに浮気している上にそれぞれ相手に別の子供が居る。
りん
声 - 鈴美巴
空とりでるより1歳年上。普段は遠方にあるスノーラディッシュで働いているが、店員不足のためにサマーラディッシュ4号店へ臨時で手伝いに来ている。人手不足の原因はオーナーである止が女性店員に手を出して妊娠させてしまうためで、疑問を抱いたりでるには実情を既知のりんから教えられると共に、止には気を付けるよう警告されている。
父は止。母は神楽で、第9子にあたる。明るく話しやすく、少しだがフランス語での接客もできる。女性に非道な仕打ちを平然と行なう止のことは、姉妹共々心底から嫌っている。
機械いじりが趣味で兄の渉からもらったゴーグルを愛用している。バイクも好きで運転免許を持っている。ジャンクのバイクを自分でカスタムしたものに乗っており、空と話が合う。
渉に好意を抱いていた妹達の1人で、渉とキス以上のことはしている関係である。本名は別にあるが、公式設定でも公表されていない。父親の止がまともに名前を覚えておらずこの名で呼んだため、他キャラクターからもそう呼ばれている。
渉が唯一血の繋がっていなかった姉と結婚してからも、その思いを断ち切れず悩んでおり、止には空と引き合わせられ、心を揺さぶるような言葉を掛けられる。渉に雰囲気の似ている空にも惹かれている。渉と再会するには居場所を知る止のある無理な要求に応じなければならず、半ば諦めている。
ルートによっては、同じく渉への思いに未練を募らせている自身の姉妹達と共に、気球に乗って後を追うことになる。後に空の娘を妊娠している。
沢越 止（さわごえ とまる）
『サマラデ2』では豹柄のシャツ・長髪に髭面・サングラスのチンピラ風となっており、一人称も「儂」に変わっている。
警察にまで顔が利くのをいいことに、他にも数々の悪事に手を染めている。『サマラデ2』の台詞によると少なくとも原巳浜・茂手原地域の警察署長は止の裏家業である女性の売春仲介業の贔屓客らしい。
『サマラデ2』では、サマーラディッシュ4号店店長を代行している。ここでも店の女性に手当たり次第手を出し、まだ就学にも満たない幼い理香にまで性技を仕込んで妊娠させようとすることの悪辣振りを見せた。
りでるから「多くの女性と関係を結んでいるが、最愛の女性はりんの母（神楽）なのか？」と訊ねた際「腹違いの姉」と迷わずに回答している。止の異母姉は萌葱以外に存在しない。
鷹司 ありす（たかつかさ ありす）
りでるの母親。神楽達の世代の血縁者からは、「あっちゃんおばさん」と呼ばれている。
スノーラディッシュでのアルバイト時に止と肉体関係を持ち、りでるを産んだ。『スノラデ』以降、止が失踪するまで客を取らされていた。
初花達とは違い、止とは疎遠になっており、愛人関係ではない。若い頃の姿を知らない娘のりでるからは「ドラム缶のようなお母さんがオーナー（止）の愛人だったわけがない」と言われている。
疎遠になった後も止には逆らえず、娘りでるが止に篭絡されるルートではりでるが在学中の学校を退学し、止の元で客を取ることを許可している。
伊能 理香（いのう りか）
声 - 佐々留美子
理央の孫。理沙と止の娘で長女（止にとっては娘であり来孫）だが『サマラデ2』のテキストによると表向きは止の孫ということになっている。。母親の理沙が妊娠で入院中のために寂しい想いをしており、空を実の兄のように慕っている（実際異母兄妹にあたる)が、止にも懐いている。
祖母と母親が共に止と肉体関係があることを知っており、異常さを感じることなく受け入れ、既に止と肉体関係がある。
ルートによっては、止の作った怪しい薬によって早熟の身体と化してしまい、空とも肉体関係になり、止や空の子を妊娠しまうことになる。
伊能 理央（いのう りお）
『サマラデ2』には写真のみ登場。
自身が瞬に想いを寄せ、止を嫌っていたことから、神楽の元から連れ去られて止に孕まされてしまい、彼の愛人として囲われている。その間に娘の理沙（りさ）を産んでおり、また、理沙の他にも1児を孕んでいる。後に、サマーラディッシュ」の1店舗の店長を任される。
理香が持って来た理沙と一緒に撮られた写真を見たりでるからは「きれいな人」と評される。
伊能 理沙（いのう りさ）
『サマラデ2』で写真のみの登場。おとなしい性格であり、沢越止を拒否し切れず妊娠させられ、伊能理香を産む。その後にも母と同時に妊娠させられ、母娘共々出産のために入院する。
楠本 さゆら（くすもと さゆら）
Witchの『Milkyway』シリーズに登場する楠本さゆら本人。メーカー間のコラボレーションにより登場。攻略対象ではない。

## 開発
元々オーバーフローは新たなことにチャレンジすることが多く、本作においても当時珍しかった低価格作品にチャレンジした。結果、三週間という短い期間に、メイザーズぬまきちがシナリオや原画から音声の収録に至るまで一人で行った。これで「好きな物は低価格帯で作れ」という雰囲気がオーバーフロー社内に広がり、のちに『妹でいこう!』が生まれるきっかけとなった。